# Destroços do RMS Titanic
Os destroços do RMS Titanic estão depositados em uma profundidade de 12 500 pés (3 800 metros), a cerca de 600 km a sul-sudeste ao largo da costa da Terra Nova. Repousam em duas peças principais, a cerca de 600 metros de distância uma da outra. A proa está ainda amplamente reconhecível com muitos interiores preservados, apesar da deterioração e dos danos sofridos ao alcançar o fundo do mar. Em contraste, a popa está completamente arruinada. O campo de detritos contém centenas ou milhares de itens expelidos do navio enquanto afundava. Os corpos dos passageiros e da tripulação também teriam sidos distribuídos pelo fundo do mar, mas foram consumidos por outros organismos.
O Titanic afundou em 1912, quando atingiu um iceberg durante sua viagem inaugural. Os destroços não foram localizados na época e não foram descobertos até 1985. Inúmeras expedições tentaram usar sonar para mapear o leito oceânico na esperança de o localizar, mas sem sucesso. Os destroços foram finalmente localizados por uma expedição franco-americana liderada por Jean-Louis Michel do IFREMER e Robert Ballard da Woods Hole Oceanographic Institution. Os restos do navio tem sido foco de intenso interesse desde sua descoberta por inúmeras expedições, incluindo operações que recuperaram de maneira controversa milhares de itens que foram conservados e exibidos ao público.
Através dos anos após seu naufrágio, muitos planos impraticáveis, caros e muitas vezes fisicamente impossíveis foram propostos para retirar o Titanic de seu lugar de descanso. Houve ideias de encher os destroços com bolas de ping-pong, injetar 180 000 toneladas de vaselina ou usar 500 mil toneladas de nitrogênio líquido para encaixá-lo dentro de um iceberg gigante que o flutuaria de volta à superfície. Entretanto, os destroços estão em estado total de fragilidade e são agora protegidos por uma convenção da UNESCO.

## Resgatando oTitanic

Rota do Titanic até o local de seu naufrágio

Quase imediatamente após o naufrágio do Titanic em 15 de abril de 1912, propostas foram lançadas para salvar o navio de seu local de descanso no Norte do Oceano Atlântico, apesar de sua exata localização e condições permanecerem desconhecidas. As famílias de diversas vítimas abastadas do desastre – os Guggenheims, os Astors e os Wideners – formaram um consórcio e contrataram a Merritt and Chapman Derrick and Wrecking Company para elevar o Titanic. O projeto foi logo abandonado pois era impraticável que os mergulhadores atingissem uma mínima fração da profundidade necessária, onde a pressão é de mais de 2 720 libras (410 bar). A falta de uma tecnologia de submarinos na época bem como a possível eclosão da Primeira Guerra Mundial adiou tal projeto. A companhia considerou soltar dinamite em cima da área de destroços para desalojar os corpos que flutuariam até à superfície, mas finalmente desistiu após oceanógrafos sugerirem que a extrema pressão transformaria os corpos em pedaços gelatinosos. (De fato, isto estava incorreto. O fenômeno conhecido como Whale fall quando um cetáceo cai em zona batial ou abissal, não conhecido até 1987 – coincidentemente, pelo mesmo submergível usado na primeira expedição tripulada ao Titanic no ano anterior – demonstram que cadáveres cheios de água, neste caso, cetáceos podem ir para o fundo essencialmente intactos. A alta pressão e temperatura gélida da água teria preservado quantidades significativas de gás formados durante a decomposição, impedindo que os corpos das vítimas do Titanic subissem de volta à superfície.)
Nos anos posteriores, inúmeras sugestões foram apresentadas para salvar o Titanic. Entretanto, todas ruíram devido às dificuldades práticas e tecnológicas, falta de financiamento e, em muitos casos, falta de compreensão das condições físicas no local do naufrágio. Charles Smith, um arquiteto de Denver, propôs em março de 1914 para que fossem afixados eletroímãs a um submarino que seria irresistivelmente atraído pelo casco de aço do naufrágio. Tendo encontrado sua exata posição, mais eletroímãs seriam enviados para baixo de uma frota de barcaças que levaria o "Titanic" à superfície. Um custo estimado de $1,5 milhão (£ 35 milhões hoje) e pouco prático significou que a ideia foi deixada de lado. Outra sugestão envolvendo levantar o Titanic prendendo balões em seu casco usando eletroímãs. Uma vez que a quantidade suficiente de balões fosse presa, o navio flutuaria suavemente para a superfície. Novamente, a ideia não saiu do papel.

### Propostas de salvamento nos anos 1960 e 1970

Titanic subindo à superfície no cartaz do filme Raise the Titanic

Na metade dos anos 1960, um trabalhador de Baldock chamado Douglas Woolley elaborou um plano para achar o Titanic usando um batiscafo (como o Trieste, usado para atingir o fundo da Fossa das Marianas em 1960) e içar os destroços inflando balões de nylon que seriam ligados ao seu casco. O objetivo declarado era "levar os destroços até Liverpool e os converter em um museu flutuante". A Titanic Salvage Company foi estabelecida para gerenciar o plano e um grupo de empresários de Berlim Ocidental criou uma entidade chamada Titanic-Tresor para apoia-la financeiramente. O plano desmoronou quando seus defensores descobriram que não podiam superar o problema de como os balões seriam inflados em primeiro lugar. Cálculos mostraram que poderia levar dez anos para gerar gás suficiente para superar a pressão da água.
Uma variedade de audaciosos mas igualmente impraticáveis planos foram sugeridos durante a década de 1970. Um deles sugeria que 180 mil toneladas de cera derretida (ou, alternativamente, vaselina) fossem bombeados para dentro do Titanic, elevando-o para a superfície. Outra proposta envolvia preencher o Titanic com bolas de ping pong, mas negligenciava o fato de que as bolas seriam esmagadas pela pressão bem antes de atingir a profundidade dos destroços. Uma ideia similar envolvia o uso de esferas de vidro, que poderiam suportar a pressão, mas foi abandonada quando o custo do número de esferas necessárias foi calculado em mais de $ 238 milhões. Um trabalhador de transportes desempregado de Walsall chamado Arthur Hickey propôs transformar o Titanic em um iceberg, congelando a água ao redor dos destroços os encasulando em uma invólucro flutuante de gelo. Assim, sendo mais leve que a água líquida, flutuaria para a superfície e poderia ser rebocado para a costa. A The BOC Group calculou que isso exigiria 500 000 toneladas de nitrogênio líquido fossem bombeadas até o fundo do mar. Em seu thriller de 1976 Raise the Titanic!, o herói do autor Clive Cussler, Dirk Pitt repara os buracos no casco do Titanic, bombeia ar comprimido e consegue fazê-lo "sair das ondas como um submarino moderno soprando seus tanques de lastro", uma cena descrita nos posters do subsequente filme. Embora isto tenha sido um destaque "artisticamente estimulante" do filme, feito usando um modelo de 17 metros do Titanic, não seria fisicamente possível. Na época em que o livro foi escrito, ainda se acreditava que o navio afundara intacto.
Robert Ballard da Woods Hole Oceanographic Institution tinha longo interesse em encontrar o Titanic. Apesar de negociações antecipadas com possíveis apoiantes sendo abandonadas quando surgiu que eles queriam transformar o naufrágio em lembranças como pesos de papel, apoiantes mais simpáticos se juntaram a Ballard para formar uma empresa chamada Seasonics International Ltd. como um veículo para redescobrir e explorar Titanic. Em outubro de 1977 ele fez sua primeira tentativa de achar o navio com a ajuda do navio de salvamento em águas profundas da Alcoa Corporation, o Seaprobe. Ele era essencialmente um navio de perfuração com equipamentos de sonar e câmeras anexadas ao final do tubo de perfuração. Poderia levantar objetos do fundo do mar usando uma garra mecânica controlada remotamente. A expedição terminou em fracasso quando o tubo de perfuração falhou, mandando 900 metros de tubo e equipamentos eletrônicos no valor de 600 000 dólares para o fundo do mar.
Em 1978, a The Walt Disney Company e a revista National Geographic consideraram montar uma expedição conjunta para achar o Titanic, usando um submersível de alumínio, o Aluminaut. O Titanic estaria bem dentro dos limites de alcance do submersível mas os planos foram abandonados por razões financeiras.
No ano seguinte, o bilionário britânico Sir James Goldsmith montou a Seawise & Titanic Salvage Ltd. com o envolvimento de mergulhadores subaquáticos e especialistas em fotografia. Seu objetivo era usar a publicidade de encontrar o Titanic para promover sua nova revista, NOW!. Uma expedição ao Atlântico Norte foi agendada para 1980 mas foi cancelada devido a dificuldades financeiras. Um ano depois, a revista NOW! fechou após 84 edições com Goldsmith incorrendo em enormes prejuízos financeiros.
Fred Koehler, um técnico em eletrônica de Coral Gables, Flórida, vendeu sua loja de eletrônicos para financiar um submersível de mar profundo para duas pessoas chamado Seacopter. Ele planejava mergulhar até o Titanic, entrar no casco e recuperar uma fabulosa coleção de diamantes que, segundo rumores, estaria escondida no cofre de um comissário de bordo. Entretanto, ele não conseguiu obter apoio financeiro para sua planejada expedição. Outra proposta envolvia o uso de uma plataforma semi-submersível montada em guindastes, sob dois super tanques de água, isso levantaria o naufrágio do fundo do mar e posteriormente para a costa. Um dos proponentes foi citado dizendo: "É como a Grande Muralha da China – com tempo, dinheiro e pessoas suficientes, você pode fazer qualquer coisa". O tempo, o dinheiro e as pessoas não estavam disponíveis e a proposta não obteve mais sucesso do que qualquer um de seus antecessores.

### Expedições de Jack Grimm, 1980–1983
Em 17 de julho de 1980, uma expedição patrocinada pelo dono de petrolífera texano Jack Grimm partiu de Port Everglades, Flórida, no navio de pesquisa H.J.W. Fay. Grimm tinha previamente patrocinado expedições para achar a Arca de Noé, o Monstro do Lago Ness, o Pé-grande e o buraco gigante no Pólo Norte previsto pela hipótese pseudocientífica da Terra oca. Para angariar fundos para sua expedição ao Titanic, obteve patrocínio de amigos com quem jogava pôquer, vendeu direitos de mídia através da William Morris Agency, encomendou um livro e obteve os serviços de Orson Welles para narrar o documentário. Adquiriu apoio científico da Universidade Columbia doando 330 000 dólares para o Lamont–Doherty Earth Observatory para a compra de um sonar de varredura ampla, em troca do uso por cinco anos de equipamentos e serviços de técnicos. Os doutores William B. Ryan da Universidade Columbia e Fred Spiess da Scripps Institution of Oceanography na Califórnia se juntaram à expedição como consultores. Eles quase permaneceram em terra quando Grimm os apresentou a um novo consultor – um macaco chamado Titan, que foi treinado para apontar um ponto no mapa para supostamente indicar onde o Titanic estava. Os cientistas lançaram um ultimato: "Ou nós ou o macaco." Grimm preferiu o macaco, mas prevaleceu a ideia de levar os cientistas e deixar o macaco.
Os resultados foram inconclusivos, pois em três semanas de levantamento em mau tempo quase contínuo durante julho e agosto de 1980 não tinham conseguido encontrar o Titanic. O problema foi exacerbado por limitações tecnológicas; o sonar Sea MARC usado pela expedição tinha uma resolução relativamente baixa e era um equipamento ainda não testado totalmente. Se passaram 36 horas para o primeiro lançamento quando a cauda foi lacerada durante uma curva acentuada, destruindo o magnetómetro, que seria vital na detecção do casco do Titanic. No entanto, conseguiu pesquisar uma área de cerca de 500 milhas náuticas quadradas e identificou 14 possíveis alvos.
Grimm montou uma segunda expedição em junho de 1981 a bordo do navio de pesquisa Gyre, com Spiess e Ryan novamente se juntando à expedição. Para aumentar suas chances de encontrar os destroços, a equipe empregou um sonar muito mais poderoso, o Scripps Deep Tow. O tempo estava novamente mau, mas todos os 14 alvos foram cobertos com sucesso mas revelaram ser apenas amontoados naturais. No último dia da expedição, um objeto que parecia ser uma hélice foi encontrado. Grimm anunciou em seu retorno à Boston que o Titanic tinha sido encontrado, mas os cientistas declinaram endossar sua identificação.
Em julho de 1983, Grimm foi uma terceira vez com Ryan a bordo do navio de pesquisa Robert D. Conrad para dar uma olhada na "hélice". Desta vez nada foi encontrado e condições climáticas muito ruins levaram a um fim prematuro da expedição. Mais tarde, descobriu-se que o Sea MARC realmente passou sobre o Titanic, mas não conseguiu detectá-lo, enquanto que o Deep Tow passou a 2,4 km dos destroços.

## Descoberta

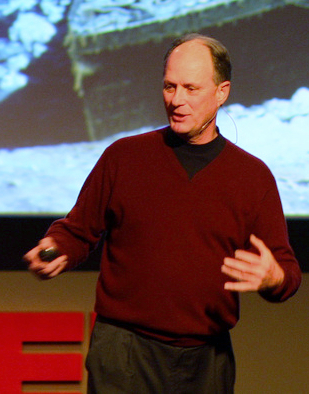
Ballard, descobridor dos destroços, durante palestra no TED 2008

D. Michael Harris e Jack Grimm falharam em sua busca pelo Titanic mas suas expedições obtiveram sucesso em produzir farto e detalhado mapeamento da área em que o navio afundou. Ficou claro que a posição dada com os sinais de socorro do Titanic foram imprecisos, o que foi uma grande dificuldade na expedição porque aumentou o tamanho já gigantesco da área de busca. Apesar do fracasso de sua expedição de 1977, Robert Ballard não tinha desistido e concebeu novas tecnologias e uma nova estratégia de busca para enfrentar o problema. A nova tecnologia era um sistema chamado Argo / Jason. Isso consistiu em um veículo de águas profundas controlado remotamente chamado Argo, equipado com sonar e câmeras e rebocado por um navio, com um robô chamado Jason amarrado a ele que poderia percorrer o fundo do mar, tirar imagens em close e recolher espécimes. As imagens do sistema seriam transmitidas para uma sala de controle no navio de pesquisa onde poderiam ser acessadas imediatamente. Embora tenha sido concebido para fins científicos, também teve importantes aplicações militares e a Marinha dos Estados Unidos concordou em patrocinar o desenvolvimento do sistema, na condição de ser usado para realizar uma série de programas - muitos ainda confidenciais - para a Marinha.
A Marinha encomendou Ballard e sua equipe para realizar uma expedição de um mês a cada ano por quatro anos, manter Argo / Jason em boas condições de trabalho. Se concordou com a proposta de Ballard de usar um pouco do tempo para procurar o "Titanic" uma vez que os objetivos da Marinha foram cumpridos; a busca forneceria uma oportunidade ideal de testar Argo / Jason. Em 1984 a Marinha enviou Ballard e Argo para mapear os destroços dos submarinos nucleares afundados USS Thresher e USS Scorpion, perdidos no Atlântico Norte em profundidades de mais de 3.000 metros (9.800 pés). A expedição encontrou os submarinos e fizeram uma importante descoberta. À medida que Thresher e Scorpion afundavam, os destroços foram expelidos deles através de uma ampla área do fundo do mar e foram espalhados pelas correntes, de modo que detritos leves se afastaram mais longe do local do naufrágio. Este "campo de detritos" eram muito maiores que os próprios destroços. Ao seguir a trilha de detritos, os principais pedaços de destroços puderam ser encontrados.
Uma segunda expedição para mapear os destroços do Scorpion foi montada em 1985. Restariam apenas doze dias de tempo de pesquisa ao fim da expedição, para procurar pelo Titanic. Como os esforços fracassados de Harris/Grimm levaram mais do que quarenta dias, Ballard decidiu que ajuda extra seria necessária. Ele se aproximou da agência nacional de oceanografia da França, a IFREMER, com a qual a Woods Hole tinha colaborado previamente. A agência tinha recentemente desenvolvido um sonar de varredura lateral de alta resolução chamado SAR e concordou em enviar um navio de pesquisa, o Le Suroît, para examinar o leito do mar na área onde se acreditava que o "Titanic" estava. A ideia partiu dos franceses em usar o sonar para descobrir prováveis alvos, e dos americanos em usar o Argo para verificar os alvos na esperança de confirmar se eram de fato os destroços. A equipe francesa passou cinco semanas, de 5 de julho a 12 de agosto de 1985, "cortando o gramado" – navegando para frente e para trás por uma área de 390 km² varrendo o leito marítimo em uma série de faixas. Entretanto, nada foi encontrado, embora se tenha descoberto que eles passaram longe do Titanic apenas algumas centenas de metros em sua primeira tentativa.
Ballard percebeu que procurar o próprio naufrágio usando o sonar não era provável que fosse bem sucedido e adotou uma tática diferente, aproveitando a experiência das pesquisas pela busca do Thresher e do Scorpion; ele procuraria pelo campo de detritos, usando as câmeras do Argo ao invés do sonar. Considerando que o sonar não conseguisse distinguir detritos artificiais no fundo do mar de objetos naturais, as câmeras poderiam. O campo de detritos também seria um alvo muito maior. A busca exigiu que "Argo" subisse e descesse ao leito marítimo 24 horas por dia, com turnos de observadores a bordo do navio de pesquisa Knorr olhando as fotos da câmera buscando qualquer sinal de detritos. Após uma semana de busca infrutífera, às 00:48 de 1 de setembro de 1985 pedaços de detritos começaram a aparecer nas telas do Knorr. Um deles foi identificado como uma caldeira, idêntica àquelas mostradas em imagens de 1911. No dia seguinte, a parte principal do naufrágio foi achada e Argo enviou as primeiras imagens do Titanic desde seu naufrágio 73 anos antes. A descoberta ganhou as manchetes por todo o mundo.

### Expedições subsequentes

#### 1986–1998

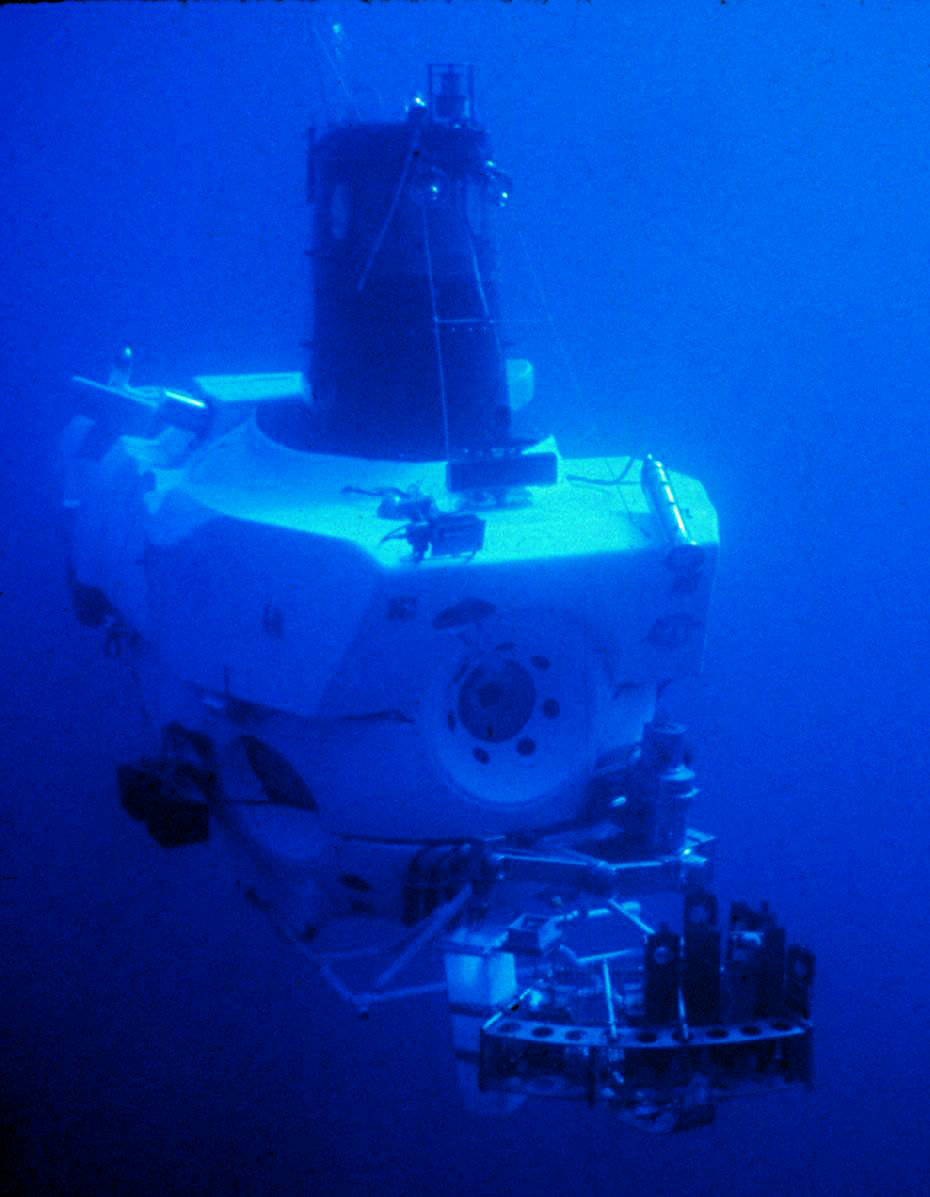
DSV Alvin, usado em 1986 para organizar a primeira expedição tripulada até o naufrágio do Titanic

Após sua descoberta do local do naufrágio, Ballard retornou ao Titanic em julho de 1986 a bordo do navio de pesquisa RV Atlantis II. Agora o submersível de águas profundas DSV Alvin poderia levar pessoas até o Titanic pela primeira vez desde seu naufrágio e o Veículo operado remotamente (ou ROV em inglês) Jason Jr. permitiria aos exploradores investigar no interior do navio. Outro sistema, o Acoustically Navigated Geological Underwater Survey (ANGUS), foi usado para realizar levantamentos fotográficos do campo de detritos. Jason Jr. desceu a arruinada Grande Escadaria até o deck B e fotografou interiores notavelmente bem conservados, incluindo alguns candelabros ainda pendurados nos tetos.
Entre 25 de julho e 10 de setembro de 1987, uma expedição organizada pela IFREMER e um consórcio de investidores americanos que incluía George Tulloch, G. Michael Harris, D. Michael Harris e Ralph White fizeram 32 mergulhos até o Titanic usando o submersível Nautile. De maneira controversa, eles resgataram e trouxeram para a terra mais de 1800 objetos. Uma expedição conjunta da Rússia-Canadá-Americana aconteceu em 1991 usando o navio de pesquisa Akademik Mstislav Keldysh e seus dois submersíveis MIR. Patrocinada por Stephen Low e IMAX, CBS, National Geographic entre outros, a expedição executou uma extensiva pesquisa científica com uma equipe de 130 cientistas e engenheiros. Os MIRs executaram 17 mergulhos, passando mais de 140 horas no fundo do mar, gravando 12 mil metros de filme IMAX. Este material foi usado para criar o documentário de 1995 Titanica, que foi posteriormente lançado nos EUA em DVD e em uma versão reeditada narrada por Leonard Nimoy.
A IFREMER e a RMS Titanic Inc., os sucessores dos patrocinadores da expedição de 1987, retornaram ao local dos destroços com o Nautile e o ROV Robin em junho de 1993. No período de 15 dias, o Nautile fez quinze mergulhos durando entre oito e doze horas. Outros 800 artefatos foram recuperados durante a expedição incluindo uma peça de duas toneladas de um motor, um turco dos botes salva vidas e o apito de vapor da chaminé dianteira do navio.
Em 1993, 1994, 1996, 1998 e 2000, a RMS Titanic Inc. executou uma intensiva série de mergulhos que lavaram ao resgate de mais de 4 000 itens somente nas duas primeiras expedições. A expedição de 1996 controversamente tentou elevar uma seção do próprio Titanic, uma seção do casco externo que originalmente incluía parte da parede de duas cabines de Primeira Classe no convés C, estendendo-se até o convés D. Pesava 20 toneladas, media 4.6 m × 7.6 m e tinha quatro vigias, três das quais ainda com os vidros. A seção se desprendeu durante o mergulho ou como resultado do impacto com o fundo do mar. Sua recuperação usando sacos de flutuação preenchidos com diesel foi transformado em um evento de entretenimento com dois navios de cruzeiro que acompanharam a expedição ao local do naufrágio. Foi oferecida aos passageiros destes navios de cruzeiros a chance, custando 5 000 dólares por pessoa, de assistir a recuperação em telas de TV e, sua própria cabine enquanto desfrutava das acomodações de luxo, shows no estilos de Las Vegas e jogos de cassino a bordo dos navios. Várias celebridades foram recrutadas para animar a ação, incluindo Burt Reynolds, Debbie Reynolds e Buzz Aldrin e "Grandes Recepções" para os clientes VIPs foram agendados na costa onde a grande seção do casco seria depositada. Entretanto, o levantamento da peça terminou de maneira desastrosa quando o mau tempo causou o rompimento das cortas que sustentavam os sacos. No momento do rompimento das cordas, faltavam apenas 61 metros para o casco chegar a superfície, caindo novamente 3 700 metros para o fundo do mar, onde se deitou de novo no leito marítimo. Embora a tentativa tenha sido fortemente criticada por arqueologistas marinhos, cientistas e historiadores como sendo um golpe de publicidade para ganhar dinheiro, uma segunda tentativa bem-sucedida de levantar o fragmento foi realizada em 1998. A chamada "Grande Peça" foi conservada em um laboratório em Santa Fé por dois anos antes de ser exposto no hotel-cassino Luxor Hotel em Las Vegas.
Em 1995, o diretor canadense James Cameron fretou o Akademik Mstislav Keldysh e os MIRs para fazer 12 mergulhos até o Titanic. Ele usou as imagens resultantes em seu filme de sucesso em 1997 Titanic. A descoberta dos destroços em 1985 e o documentário da National Geographic da expedição de Ballard de 1986 inspiraram Cameron a escrever uma sinopse em 1987 que eventualmente se tornaria o filme Titanic: "Fazer estória com cenas atuais do naufrágio usando intercalações com submersíveis junto com as memórias de um sobrevivente e cenas recriadas da noite do naufrágio. Uma prova severa dos valores humanos sob estresse". A expedição de Cameron não resgatou nenhuma peça do navio.

#### 2000–presente

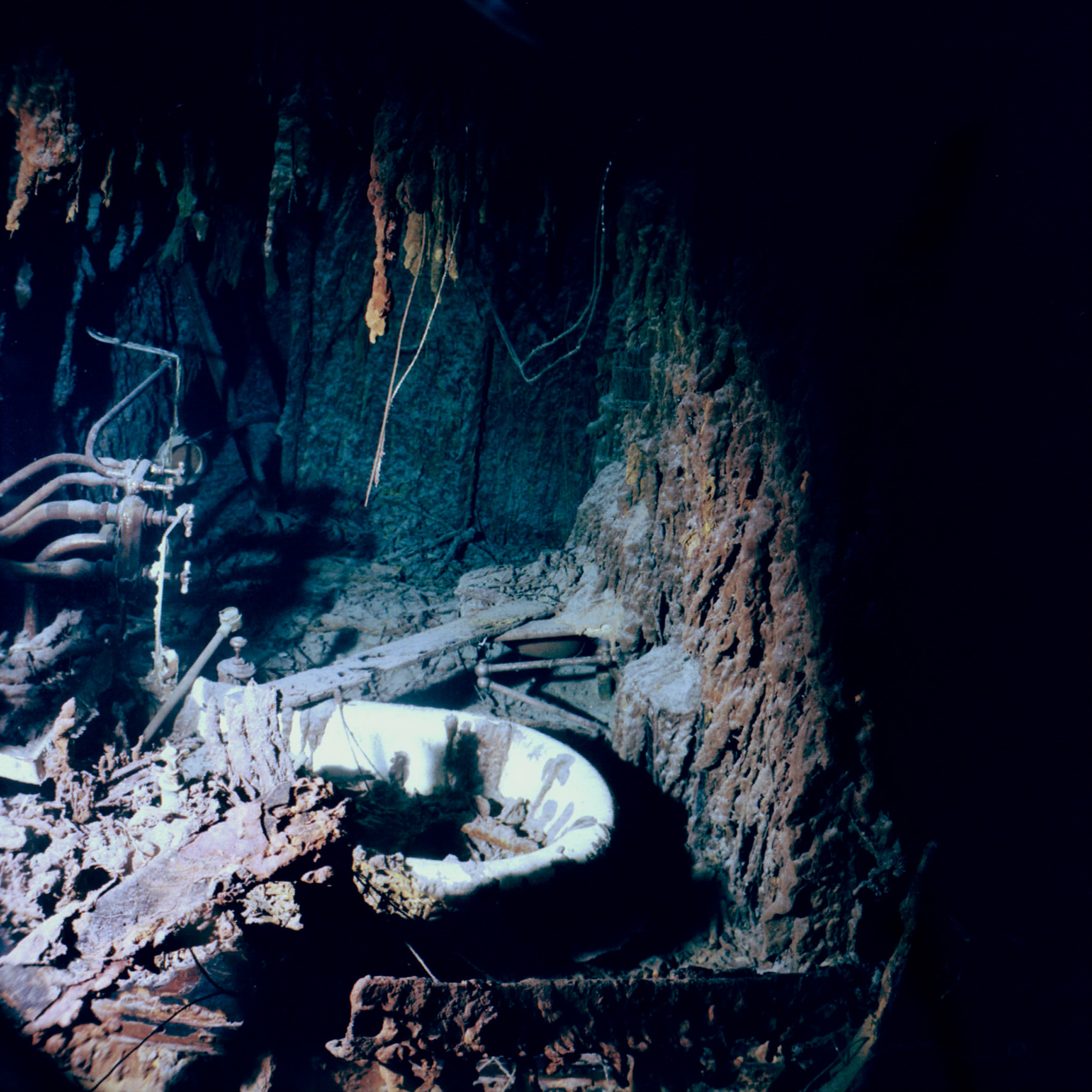
O banheiro parcialmente desabado do Capitão Edward Smith, com a banheira agora coberta com rusticles

A expedição de 2000 da RMS Titanic Inc. executou 28 mergulhos durante os quais foram recuperados mais de 800 artefatos, incluindo os telégrafos do motor do navio, frascos de perfume e engrenagens das portas estanques. Em 2001, um casal americano – David Leibowitz e Kimberly Miller – causou controvérsia quando se casaram a bordo de um submersível que se assentou na proa do "Titanic", em uma tentativa de recriar a famosa cena do filme de James Cameron de 1997. O casamento era essencialmente um espetáculo publicitário, patrocinado por uma empresa britânica chamada SubSea Explorer, que havia oferecido um mergulho gratuito para o "Titanic" e que Leibowitz ganhara. Ele perguntou se sua noiva poderia ir junto e foi dito que sim – mas apenas se ela concordasse em se casar durante a viagem. A mesma companhia também trouxe Philip Littlejohn, neto de um dos membros da tripulação do Titanic, que se tornou o primeiro parente de um passageiro ou membro da tripulação do Titanic a visitar o naufrágio. O próprio Cameron também retornou ao Titanic em 2001 para executar filmagens para o filme da Walt Disney Pictures, Fantasmas do Abismo, filmado em 3D.
Em 2003 e 2004, a Administração Oceânica e Atmosférica Nacional executou duas expedições ao Titanic. A primeira, aconteceu entre 22 de junho de 2 de julho de 2003, e fez quatro mergulhos em dois dias. Seu objetivo principal era verificar a atual condição do local do naufrágio e proceder observações científicas para apoiar pesquisas em andamento. A seção da popa, que havia recebido relativamente pouca atenção dos exploradores, foi especificamente destinada à análise. As colônias de micróbios no Titanic foram também foco da investigação. A segunda expedição, de 27 de maio – 12 de junho de 2004, viu o retorno de Robert Ballard ao Titanic quase 20 anos depois de sua descoberta. A expedição passou 11 dias no local do naufrágio, executando mapeamento de alta resolução.
O ano de 2005 viu duas expedições ao Titanic. James Cameron retornou pela terceira vez para a filmagem de Last Mysteries of the Titanic. Outra expedição procurou por pedaços de destroços anteriormente não vistos, que levou ao documentário Titanic's Final Moments: Missing Pieces.
A RMS Titanic Inc. organizou outras expedições ao Titanic em 2004 e 2010, quando o primeiro mapa compreensivo de todo o campo de detritos foi produzido. Dois autonomous underwater vehicles – robôs em forma de torpedo – repetidamente percorreram o campo de detritos por 4,8 km × 8,0 km, escaneando através de sonar e tirando mais de 130 000 imagens em alta resolução. Isto permitiu um detalhado fotomosaico do campo de detritos criado pela primeira vez, dando aos cientistas uma visão muita mais clara da dinâmica do naufrágio do navio. A expedição encontrou dificuldades: vários furacões passaram sobre o local do naufrágio, e o ROV Remora ficou preso em um pedaço do destroço. Este mesmo ano viu a descoberta da nova bactéria vivendo nos restos do Titanic, Halomonas titanicae.
Visitas de turistas e cientistas ao Titanic ainda continuam; até abril de 2012, 100 anos desde o desastre e perto de 25 anos desde a descoberta dos destroços, por volta de 140 pessoas visitaram o local. Em 14 de abril de 2012 (no centésimo aniversário do naufrágio do navio), o local do naufrágio do Titanic se tornou elegível para proteção sob a Convenção da UNESCO para a Proteção do Patrimônio Cultural Subaquático de 2001. No mesmo mês, Robert Ballard, o descobridor dos destroços, anunciou um plano para preservar o local onde se encontra o Titanic usando robôs de águas profundas para pintar o naufrágio com tinta antivegetativa, para ajudar a manter o naufrágio em seu estado atual para sempre. O plano proposto por Ballard foi explicado em um documentário feito no 100.º aniversário do naufrágio do Titanic chamado Save the Titanic With Bob Ballard, onde o próprio Ballard fala sobre como esse trabalho de pintura proposto no naufrágio funcionará. Ballard diz que propôs limpar e repintar o Titanic com um esquema de cores imitando os restos do navio pois ele viu "tinta antivegetativa original no casco do navio, que ainda estava funcionando após 74 anos no leito do mar" quando visitou o Titanic em 1986.

## Descrição dos destroços

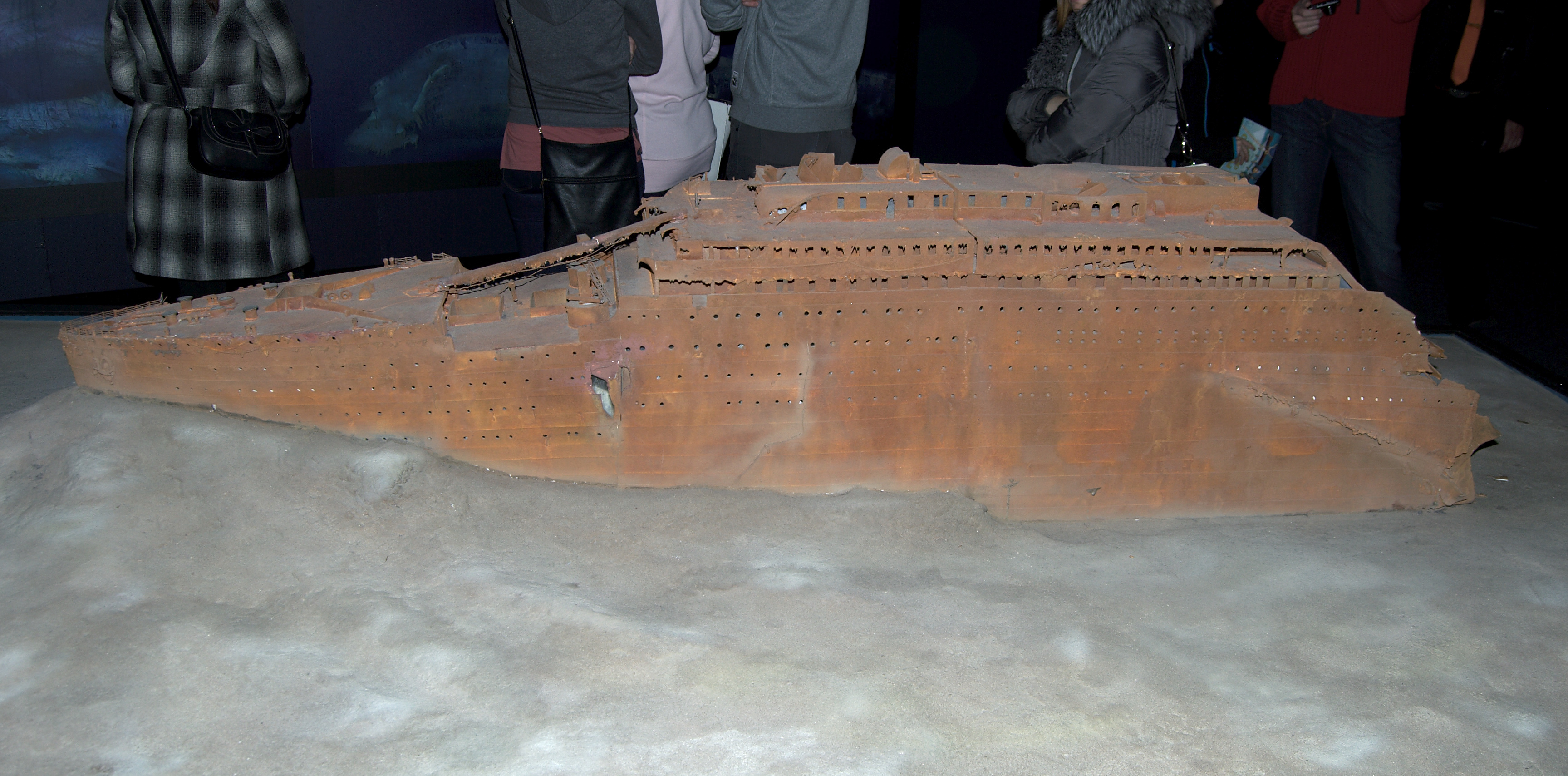
Miniatura dos destroços do Titanic.

A posição do naufrágio está a uma considerável distância da localização transmitida pelos operadores do telégrafo antes do navio afundar. A posição inicial foi dada como 41° 44′ N, 50° 24′ O, 33.5 km (20.8 milhas) do local. Uma localização corrigida foi posteriormente transmitida como 41° 46′ N, 50° 14′ O, mas esta também estava imprecisa por 21,2 km (13,2 milhas). O Titanic está em dois pedaços principais a 600 km a sudeste de Mistaken Point, Terra Nova. A proa está localizada em 41° 43′ 57″ N, 49° 56′ 49″ O e a popa por volta de 600 metros ao sul em 41° 43′ 35″ N, 49° 56′ 54″ O. As caldeiras encontradas pelo Argo, que marcam o ponto onde o navio afundou, estão a 180 metros à oeste da popa em 41° 43′ 32″ N, 49° 56′ 49″ O.
As duas partes principais do naufrágio do Titanic apresentam um contraste impressionante. Embora quatorze testemunhas testifiquem que o navio tinha se partido em dois enquanto afundava, estes testemunhos foram desabonados no inquérito oficial, e foi suposto que o navio tinha afundado intacto. Fica claro agora que as tensões sofridas pelo Titanic racharam o navio entre a segunda e a terceira chaminé na superfície ou pouco abaixo dela.

### Seção da proa
A seção da proa, que mede por volta de 140 metros, é pensado ter descido em um ângulo de cerca de 45°. Sua distância da popa foi causada pois ela planou para a frente horizontalmente em cerca de 0,30 metro a cada 1,80 metro em sua descida ao fundo. Durante a descida ao fundo do mar, as chaminés foram lançadas fora, levando consigo o cordame e grandes quantidade de cabos. Estes arrastaram o convés dos botes, arrancando muitos dos turcos e muitos outros equipamentos do convés. O mastro dianteiro também foi derrubado, caindo na área da ponte. A casa do leme do navio foi varrida, possivelmente depois de ser atingida pelo mastro que caiu.
A proa atingiu o fundo a uma velocidade de 20 nós (37 km/h), afundando por volta de 18 metros na lama, até as âncoras. O impacto dobrou o casco em dois lugares e fez com que dobrasse em cerca de 10° sob os guindastes do convés e em cerca de 4 ° sob a junta de expansão da parte da frente. Quando a seção da proa atingiu o fundo do mar, os enfraquecidos conveses traseiros, onde o navio se quebrou, desabaram um sobre os outros. A tampa da escotilha frontal também explodiu e pousou alguns centenas de metros à frente da proa, possivelmente devido à força da água sendo forçada para fora quando o navio atingiu o fundo.
A área ao redor da ponte está particularmente bem danificada; assim como Robert Ballard colocou, parece "como se tivesse sido esmagada por um punho de um gigante". O teto dos quartos dos oficiais e os lados do ginásio aparecem pressionados, os trilhos foram dobrados para fora e as colunas de aço verticais que suportavam os conveses foram dobradas em forma de C. Charles R. Pellegrino propôs que isto foi o resultado de uma "explosão" de água, causada por um fluxo que seguiu a seção de proa quando esta caiu em direção ao fundo do mar. De acordo com a hipótese de Pellegrino, quando a proa parou abruptamente, a inércia do fluxo de ar causou uma coluna de água que se movia rapidamente, pesando milhares de toneladas e atingindo o topo do naufrágio, o atingindo próximo a ponte. Isto, argumenta Pellegrino, provocou a queda de grandes partes do interior da proa por ondas de água e redemoinhos violentos causados pela parada súbita dos destroços. O dano causado pela colisão com o iceberg não está visível na proa e está enterrado debaixo de lama.

### Interiores
Apesar da devastação exterior causada pela descida da proa e a colisão com o fundo do oceano, existem partes do interior em condições razoavelmente boas. A lenta inundação da proa e sua relativamente suave descida até o leito do mar atenuaram o dano interior. A Grande Escadaria da Primeira Classe entre o convés dos botes e o convés E é um abismo vazio dentro do naufrágio, proporcionando um ponto de acesso conveniente para os ROVs. Densos rusticles pendurados no deck de aço combinado com as camadas profundas de limo que se acumulam no interior desorientam a navegação.
As cabines de passageiros se deterioraram em grande parte porque foram feitas em perecíveis madeiras leves como a teca e o pinho, deixando cordas de fios elétricos pendurados, luminárias e detritos intercalados com itens mais duráveis, como a moldura das camas de latão, luminárias e bancadas de mármore. Trabalhos em madeira como maçanetas, puxadores de gavetas ou placas de pressão sobrevivem em melhor condição devido à pequena carga elétrica emitida por metal que repele peixes e outros organismos prejudiciais. Em geral madeiras como o mogno, e o material para a maioria dos móveis das cabines é mais resistente à decomposição. Lavatórios e banheiros dentro dos quartos de passageiros sobrevivem porque estavam emoldurados em aço.
As únicas salas públicas intactas restantes seja nas seções de proa ou popa são a Sala de Recepção da Primeira-Classe e Salão de Jantar, ambos do convés D. A maior parte do Salão de Jantar desabou por causa da proximidade de onde o navio se partiu, mas a parte dianteira está acessível e as janelas retangulares de cristais, bases de mesa e lâmpadas de teto são visivelmente preservadas. A Sala de Recepção com suas janelas de cristais e painéis de mogno permanecem notavelmente intactos, embora o teto esteja caindo e há uma camada profunda de lodo obstruindo o chão. Os Banhos Turcos no convés F foram encontrados em excelentes condições durante sua redescoberta em 2005, preservando os azulejos azul-esverdeado, madeira de teca esculpida, lâmpadas de bronze e móveis embutidos. A Grande Escadaria foi provavelmente destruída durante o naufrágio, mas as salas de estar que circundavam a Primeira Classe e as entradas do elevador preservam muitas das lâmpadas com trabalho ormolu e de cristal, e os postes de carvalho.
Além das áreas de passageiros, áreas de tripulação como o dormitório dos foguistas, partes de "Scotland Road" no convés E e os porões de carga no Convés Orlop também foram exploradas. A expedição Fantasmas do Abismo em 2001 tentou localizar o automóvel Renault pertencente a William Carter, mas a carga estava indistinguível sob o limo e os rusticles.

### Seção da popa
A seção da popa, que mede por volta de 110 metros, foi catastroficamente danificada durante a descida e pouso no fundo do mar. Não tinha sido preenchida completamente com água quando afundou e a pressão crescente da água fez com que os bolsões de ar presos implodissem, dilacerando o casco. Foi alto o bastante para diversos sobreviventes atestarem ter ouvido explosões por volta de dez segundos após a popa ter afundado sob as ondas. Dados de um mapa sonar feito durante a expedição de 2010 mostrou que a seção de popa girou como uma hélice de helicóptero enquanto afundava. O leme parece ter girado para um ângulo de cerca de 30-45° durante a descida da popa, fazendo com que a seção seguisse uma espiral até o fundo. Provavelmente o leme atingiu o fundo primeiro, enterrando a maior parte dele na lama até uma profundidade de 15 metros. As plataformas ficaram como panquecas uma em cima das outras e o revestimento do casco se espalhou para os lados da seção destruída. O empilhamento foi tão severo que a altura combinada dos conveses, que estão empilhados até acima dos pistões dos motores, tem agora geralmente não mais do que 3,7 a 4,6 metros de altura. Nenhum convés individual tem agora mais do que 30 centímetros de altura.
Grandes seções do revestimento do casco parecem ter caído bem antes do restante dos destroços atingir o fundo. Uma dessas secções, que se pensa ter sido da cozinha do navio, se separou da popa em uma única peça e pousou nas proximidades. A força da água rasgou o convés de popa e o dobrou em si mesmo. A hélice central está totalmente enterrada, enquanto a força do impacto fez com que as duas hélices laterais e os eixos fossem dobrados para cima em um ângulo de cerca de 20°.
Uma grande seção em forma de V do navio, logo após a metade do navio, que corre da quilha através da Sala de Caldeiras Número 1 e para cima para cobrir a área sob a terceira e quarta chaminés, se acreditava que tinha se desintegrado inteiramente quando o navio se separou. Esta era uma das partes mais frágeis do navio como resultado da presença de dois grandes espaços abertos – o final da sala das máquinas e a escada de passageiros da Primeira Classe. O resto desta parte do navio está espalhado pelo fundo do mar em distâncias que variam de 40 a 79 metros da parte principal da popa. Durante a expedição de 2010 para mapear o local do naufrágio, um grande pedaço da casa do convés (a base da terceira chaminé) juntamente com os pedaços da terceira chaminé foram encontrados. Isto demonstrou que ao invés de simplesmente desintegrar em uma massa de detritos, grandes seções do navio se quebraram em pedaços e que o navio quebrou pela metade entre a segunda e terceira chaminé, não entre a terceira e a quarta chaminé. Cinco caldeiras da Sala de Caldeiras Número 1 se soltaram durante sua desintegração e pousaram no campo de detritos ao redor da popa. Especialistas acreditam que este grupo bem próximo de caldeiras marcam o hipocentro de onde o navio se partiu 3.600 metros acima. O resto das caldeiras ainda estão provavelmente dentro da popa.

### Campo de detritos
Assim que o Titanic se partiu, muitos objetos e pedaços do casco foram espalhados pelo leito marinho. Existem dois campos de detritos nas vizinhanças do naufrágio, cada um com 610 a 790 metros de tamanho, seguindo uma direção sul-oeste da proa e da popa. Eles cobrem uma área de aproximadamente 5,2 km². A maioria dos detritos está concentrada próximo a seção de popa do Titanic. Consiste de milhares de objetos do interior do navio, abrangendo desde toneladas de carvão derramado da carvoaria, roupas, garrafas de vinho ainda com a rolha (muitas ainda estão intactas apesar da pressão), banheiras, janelas, lavatórios, jarros, taças, espelhos de mão e inúmeros outros objetos pessoais. O campo de detritos também inclui inúmeras peças do próprio navio, com os maiores pedaços de detritos na proximidade da seção de popa parcialmente desintegrada.

## Condição e deterioração do naufrágio

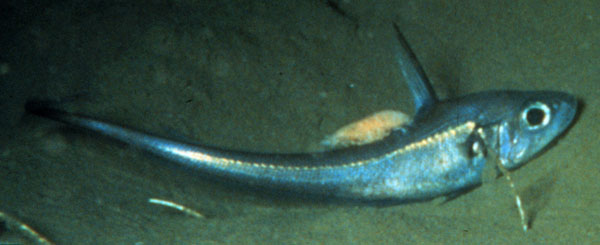
Um peixe-granadeiro, típico da fauna de águas profundas em volta do Titanic

Antes da descoberta do naufrágio do Titanic, além da suposição comum de que ele teria afundado sem se partir em dois, acreditava-se amplamente que as condições a 3 600 metros abaixo da superfície preservariam o navio virtualmente intacto. A água é muito fria estando aproximadamente em apenas 1 ou 2°C, não há luz e se pensou que a alta pressão provavelmente reduziria os níveis de oxigênio e salinidade até o ponto em que os organismos não seriam capazes de se apossar dos destroços. O Titanic estaria efetivamente em um congelamento profundo. A realidade se mostrou muito diferente e o navio tem se deteriorado desde que afundou em abril de 1912. Seu enfraquecimento gradual é devido a uma série de processos diferentes – físicos, químicos e biológicos. Ele está situado em uma área ondulada e suavemente inclinada do fundo do mar no cânion submarino chamado Cânion Titanic que é varrido pela corrente de fronteira ocidental. Redemoinhos desta corrente fluem constantemente através do naufrágio, "esfregando" o leito do mar e evitando que os sedimentos se acumulem sobre o casco. A corrente é forte e sempre variável, gradualmente abrindo buracos no casco do navio. A corrosão salina come o casco e este também é afetado pela corrosão galvânica.
A mais dramática deterioração tem sido causada por fatores biológicos. Costumava-se pensar que as profundezas do oceano eram um deserto sem vida, mas pesquisas realizadas desde meados da década de 1980 descobriram que o fundo do oceano está cheio de vida e pode rivalizar com as florestas tropicais em relação a biodiversidade. Durante a expedição IMAX de 1991, cientistas foram surpreendidos por uma variedade de organismos que encontraram dentro e no entorno do Titanic. Um total de 28 espécies foram observadas, incluindo anémonas marinhas, caranguejos, camarões, estrelas-do-mar e peixes-granadeiros com mais de 1 metro de comprimento. Criaturas muito maiores foram vislumbradas pelos exploradores. Parte da fauna do Titanic nunca foi vista em nenhum outro lugar; a expedição de James Cameron de 2001 descobriu um tipo desconhecido de pepino do mar. Uma espécie recentemente descoberta de bactéria comedora de ferrugem encontrada no navio foi batizada de Halomonas titanicae, que se descobriu ser a causa do rápido enfraquecimento dos destroços. Henrietta Mann, que descobriu a bactéria, estimou que o Titanic desabará completamente no começo de 2025. O geofísico canadense Steve Blasco comentou que o naufrágio "se tornou um oásis, um próspero ecossistema localizado em um vasto deserto." Na metade de 2016, usando uma técnica de imagem por radiação de neutrões, as instalações do Institut Laue-Langevin demonstraram que a molécula chamada ectoine é usada pela Halomonas titanicae para sobreviver à pressão osmótica que a água salgada causa em suas membranas. Análise de Henrietta Mann e Bhavleen Kaur, ambos da Dalhousie University in Halifax, Nova Escócia, em conjunção com outros cientistas e pesquisadores da Universidade de Sevilha na Espanha, determinaram que o naufrágio do Titanic deixará de existir em 2037 e que a preservação do Titanic é impossível. "Infelizmente, como o Titanic está a 3 600 metros, é muito difícil ou impossível de preservá-lo. É filme que o preservará para a história agora," diz Mann. "Já durou 100 anos, mas, eventualmente, não haverá nada além de uma mancha de ferrugem no fundo do Atlântico ... Penso que o Titanic pode ainda ter 15 ou 20 anos sobrando. Eu não acredito que durará muito mais do que isso". Outros cientistas tem estimado que o Titanic durará não mais do que 14 anos,a partir de 2017.
O material orgânico macio a bordo e disperso no fundo do mar ao redor do casco seria o primeiro a desaparecer, devorado rapidamente por peixes e crustáceos. Moluscos como o teredo colonizaram os pavimentos do navio e o interior em grande número, comendo os pavimentos de madeira e outros objetos de madeira, como móveis, painéis, portas e corrimãos das escadarias. Quando os alimentos acabaram, eles morreram, deixando para trás tubos calcários. Uma questão que sempre incomodou os exploradores do local é sobre os corpos das vítimas. Quando o campo de detritos foi explorado na expedição de Robert Ballard em 1986, observaram-se pares de sapatos um lado do outro no fundo do mar. A carne, ossos e roupas tinham há muito tempo sido consumidos, exceto o tanino no couro dos sapatos que tinham aparentemente resistido à bactéria, deixando os sapatos como as únicas marcas de onde, em algum dia, havia um corpo. Ballard sugeriu que os esqueletos tenham permanecido no fundo com o casco do Titanic, tais como a sala de motores ou cabines de terceira classe. Isso tem sido contestado por cientistas, que estimaram que os corpos teriam desaparecido completamente, o mais tardar, no início da década de 1940.
Em qualquer caso, os moluscos e os detritívoros não consumiram toda a matéria orgânica. Alguns dos objetos de madeira no navio e nos campos de detritos não foram consumidos, particularmente aqueles feitos de teca, uma madeira densa que parece ter resistido aos moluscos. A área de recepção da Grande Escadaria da Primeira Classe está ainda incrivelmente intacta e a mobília ainda é visível entre os detritos no chão. Embora a maioria dos corredores tenha perdido suas paredes, a mobília ainda está no lugar em muitas cabines; em uma, um colchão ainda está na cama, com uma cômoda intacta atrás dela. Robert Ballard sugeriu que áreas dentro do navio ou enterradas sob os detritos, onde os moluscos podem não ter conseguido alcançar, ainda podem conter restos humanos. De acordo com Charles Pellegrino, que mergulhou ao Titanic em 2001, um osso do dedo circundado pelos restos parciais de um anel de casamento foi encontrado preso no fundo de uma terrina de sopa que foi recuperada do campo de detritos. Foi devolvido ao leito do mar no mergulho seguinte.

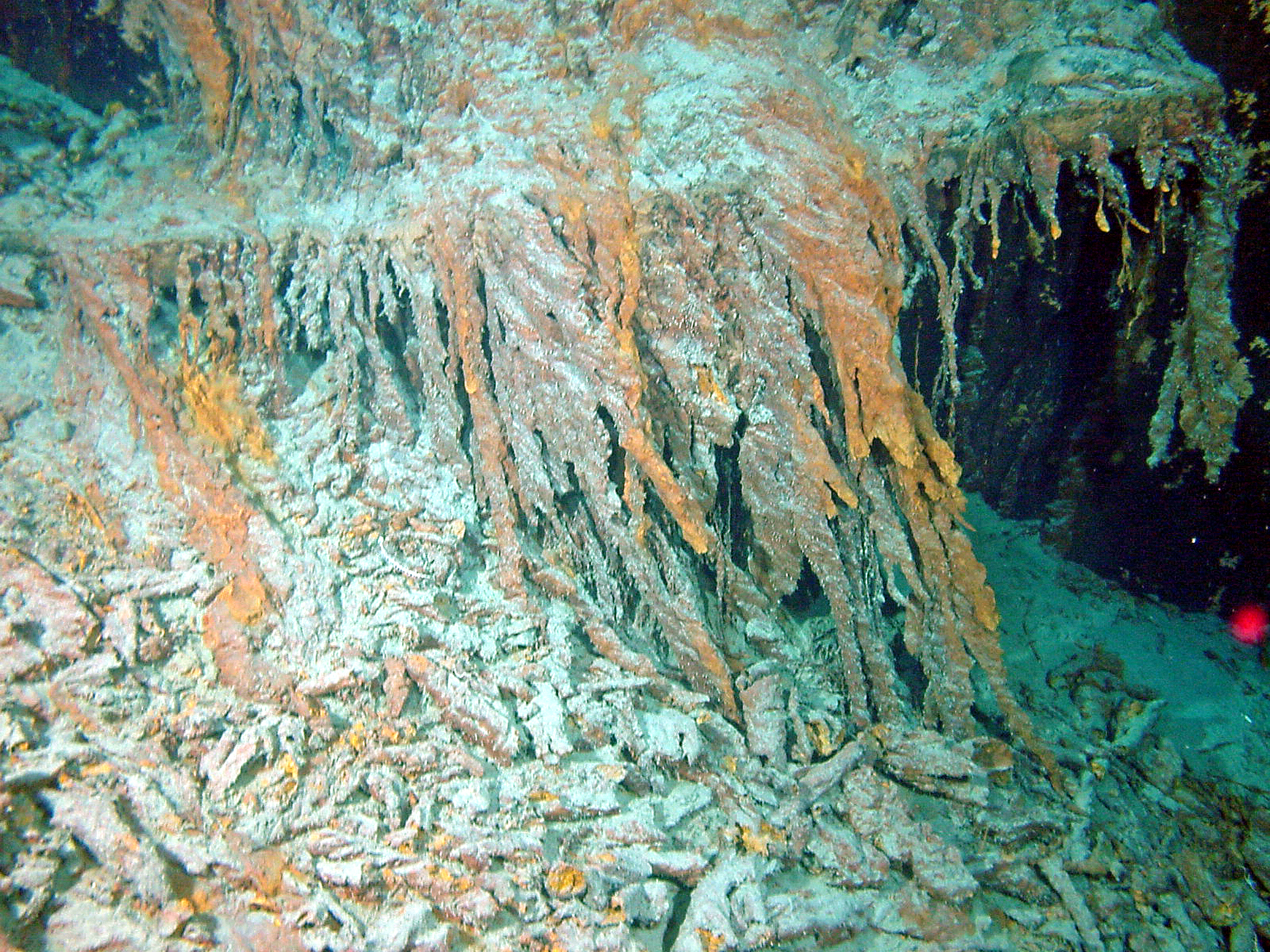
Parte dos destroços do Titanic em 2003 com rusticles pendurados no casco

Os habitantes mais duradouros do Titanic são provavelmente bactérias e archaeas que colonizaram o casco metálico do navio. Elas produziram "estalactites castanhas avermelhadas de ferrugem [penduradas] por vários metros, parecendo longos pingentes de gelo", como Robert Ballard colocou. As formações, que Ballard apelidou de "rusticles", são extremamente frágeis e se desintegram em uma nuvem de partículas se tocadas. A bactéria consome o ferro do casco, o oxidando e deixando partículas de ferrugem. Para se proteger da água do mar, elas segregam um lodo viscoso ácido que flui para onde a gravidade o leva, transportando óxidos e hidróxidos férricos. Estas formam os rusticles. Quando os cientistas conseguiram recuperar um rusticle, descobriu-se que era muito mais complexo do que se imaginava, com complexos sistemas de raízes infiltrando o metal, canais interiores, feixes de fibras, poros e outras estruturas. Charles Pellegrino comenta que eles são mais parecidos com os "níveis de organização de tecido encontrados em esponjas ou musgos e outros membros do reino animal ou flora." Se estima que a bactéria consome 180 quilos do casco do Titanic por dia, que significa 7,7 quilos por hora ou 120 gramas por minuto. Roy Collimore, microbiologista, estima que somente a proa apoia algo em torno de 650 toneladas de rusticles e que terão devorado cinquenta por cento do casco dentro de 200 anos.
Desde que os destroços do Titanic foram descobertos em 1985, mudanças radicais tem sido observadas no ecossistema marinho ao redor do navio. A expedição de 1996 registrou 75% mais ophiuras e pepinos do mar do que a expedição de Ballard em 1985, enquanto crinóides e ascidiaceas se enraizaram por todo o leito marinho. Krill vermelho tem aparecido e um organismo desconhecido construiu numerosos ninhos através do fundo do mar a partir de seixos pretos. A quantidade de rusticles no navio aumentou grandemente. Curiosamente, a mesma coisa aconteceu com a mesma escala de tempo no naufrágio do couraçado Alemão Bismarck, afundado em uma profundidade de 4791 metros no outro lado do Atlântico. A lama em torno do navio contém centenas de diferentes espécies de animais. A repentina explosão de vida ao redor do Titanic pode ser resultado de um aumento na quantidade de nutrientes que caem da superfície, possivelmente resultante da pesca predatória humana eliminando peixes que de outra maneira, consumiriam estes nutrientes.
Muitos cientistas, incluindo Robert Ballard, estão preocupados que visitas de turistas em submersíveis e a recuperação de artefatos estão causando o enfraquecimento mais rápido dos destroços. Bactérias subaquáticas tem comido o aço do Titanic e o transformado em ferrugem desde que o navio afundou, mas devido ao dano extra causado pelos visitantes, a Administração Oceânica e Atmosférica Nacional estima que "o casco e a estrutura do navio podem desabar no leito do oceano nos próximos 50 anos". O convés de passeio tem se deteriorado significativamente nos últimos anos, em parte devido ao dano causado por aterrissagens de submersíveis no navio. O mastro está quase completamente deteriorado e foram levados seu sino e luminária de latão. Outros danos incluem um corte na seção de proa onde se lia Titanic, parte do telemotor de latão que segurava o timão de madeira do navio agora está torcido e o ninho da gávea se deteriorou completamente. O diretor canadense James Cameron é responsável por alguns dos danos mais significativos durante sua expedição ao navio em 1995 para as filmagens seu longa metragem Titanic de dois anos depois. Um dos submersíveis MIR usados na expedição colidiu com o casco, danificando ambos e deixando fragmentos da proteção da hélice do submersível espalhados pela superestrutura. As acomodações do Capitão Smith foram fortemente danificadas pelo colapso da antepara externa, que expôs o interior da cabine.

## Propriedade
A descoberta do Titanic em 1985 provocou um debate sobre a propriedade do naufrágio e os valiosos itens dentro do navio e sobre o fundo do mar em torno dele. Ballard e sua equipe não trouxeram para a superfície nenhum artefato do navio, considerando tal ato equivalente a roubo de túmulos. Desde então Ballard tem pedido fortemente "que não seja molestado por caçadores de tesouros". Como Ballard tem colocado, o desenvolvimento de submersíveis de águas profundas tem feito "as grandes pirâmides do mar profundo .... acessíveis ao homem. Ele pode ou saqueá-los como os ladrões de túmulo do Egito ou protegê-los pelas inúmeras gerações que nos seguirão". Entretanto, apenas duas semanas após a descoberta, um companhia de seguros britânica afirmou que era proprietária do naufrágio. Um empresário belga ofereceu viagens para Titanic por US$25 mil por cabeça.
Estimulado pelos apelos de Ballard para que o naufrágio fosse deixado em paz, o Congressista da Carolina do Norte Walter B. Jones, Jr. apresentou o RMS Titanic Maritime Memorial Act na Câmara dos Representantes dos Estados Unidos em 1986. Solicitou a introdução de diretrizes científicas rigorosas para administrar a exploração e resgate do Titanic e exortou o Secretário de Estado dos Estados Unidos pressionar o Canadá, o Reino Unido e a França a aprovarem legislação similar. Passou pela Câmara e o Senado por uma esmagadora maioria e foi assinado como lei pelo presidente Ronald Reagan em 21 de outubro de 1986. Entretanto, a lei ficou ineficaz à medida que o naufrágio se encontra fora das águas dos Estados Unidos e a Lei foi anulada pelo Tribunal Distrital dos Estados Unidos para o Distrito Leste da Virgínia, Norfolk Division, em 1998. Embora negociações entre os quatro países tenham sido realizadas entre 1997 e 2000, o relatório resultante "Agreement Concerning the Shipwrecked Vessel R.M.S. Titanic" foi ratificado apenas pelos EUA e o Reino Unido.

### Litígio e controvérsia
Apenas alguns dias após a descoberta do naufrágio por Ballard, Jack Grimm - o autor de mal sucedidas tentativas de encontrar o Titanic no início dos anos 80 - reivindicou sua propriedade com o argumento de que ele teria sido o primeiro a encontrá-lo. Anunciou que pretendia iniciar resgates no naufrágio. Ele diz que ele "[não poderia] ver os restos serem absorvidos pelo fundo do oceano. Que possíveis danos [o resgate] pode fazer nesta massa distorcida de aço?".
A Titanic Ventures Inc., um consórcio com base em Connecticut, co-patrocinou uma operação de pesquisa e resgate em 1987 com a agência oceanográfica francesa IFREMER. A expedição produziu gritaria, principalmente devido ao dano causado ao naufrágio. Quando o sino do ninho da gávea foi puxado do mastro, o próprio ninho da gávea, onde os vigias viram o iceberg pela primeira vez, desabou. Uma sobrevivente do Titanic, Eva Hart, foi franca em sua condenação do que muitos viram como um saque de um grande túmulo: "Trazer essas coisas de um gigantesco túmulo marinho apenas para ganhar alguns milhares de libras mostra uma terrível insensibilidade e ganância. O túmulo deve ser deixado em paz. Eles simplesmente vão fazer isso como caçadores de fortunas, abutres, piratas!".
O receio público aumentou quando, em 28 de outubro de 1987, um espalhafatoso programa de televisão Return to the Titanic Live foi transmitido a partir do Cité des Sciences et de l'Industrie em Paris com apresentação de Telly Savalas. Em frente de uma audiência de TV ao vivo, uma valise recuperada do leito do mar foi aberta, revelando uma série de itens pessoais aparentemente pertencentes a Richard L. Beckwith de Nova Iorque, que sobreviveu ao naufrágio. Um cofre também foi aberto, revelando alguns itens de memorabilia e algumas cédulas encharcadas. O tom do evento foi descrito por um comentarista como "antipático, sem dignidade e sutileza, e [com] todas as qualidades superficiais de um "evento de mídia'." O crítico de TV do The New York Times, John Corry, chamou o evento de "uma combinação do sagrado e do profano e algumas vezes completamente tolo." Paul Heyer comenta que este programa foi "apresentado com um tipo de striptease do fundo do mar" e que Savalas "parecia abatido, errou vários palpites e em um ponto quase tropeçou sobre uma cadeira". A controvérsia persistiu após a transmissão quando foram feitas declarações de que o cofre foi aberto de antemão e que o show efetivamente foi uma fraude.
Enquanto isso, a Marex-Titanic Inc. foi formada em 1992 para lançar uma expedição ao Titanic. O CEO da Marex-Titanic era James Kollar. A companhia era uma subsidiária da Marex International, uma empresa internacional de resgate marítimo localizada em Memphis, Tennessee. Em 1992 a Marex fez uma tentativa de conquistar o controle dos artefatos e o próprio naufrágio processando a Titanic Ventures, argumentando que este último havia abandonado sua reivindicação ao não retornar ao naufrágio desde a expedição de 1987. Reivindicou um direito superior de resgate baseado em um "frasco de comprimidos" e um fragmento de casco que teria sido recuperado pela Marex. A Marex enviou simultaneamente uma embarcação, o "Sea Mussel", para realizar sua própria operação de salvamento. Entretanto, os artefatos da Marex foram supostamente recuperados ilegalmente pela expedição russo-americana-canadense de 1991 e foi emitido um embargo temporário contra a Marex impedindo que ela realizasse seus planos. Em outubro de 1992 o embargo temporário foi transformado em permanente e as reivindicações de resgate da Titanic Ventures foram confirmadas. A decisão foi posteriormente revertida por um tribunal de recursos, mas os pedidos de Marex não foram renovados. Mesmo assim, o controle da Titanic Ventures sobre os artefatos recuperados em 1987 permaneceu em questão até 1993, quando um administrador francês no Escritório de Assuntos Marítimos do Ministério de Equipamentos, Transportes e Turismo concedeu o título dos artefatos à empresa.
Em maio de 1993 a Titanic Ventures vendeu seus interesses nas operações de resgate e artefatos para a RMS Titanic Inc., uma subsidiaria da Premier Exhibitions Inc. encabeçada por George Tulloch e Arnie Geller. Teve que passar por um trabalhoso processo legal de se ser reconhecido legalmente como o único e exclusivo resgatador do naufrágio. Sua reivindicação foi contrariada por um tempo pela Liverpool and London Steamship Protection and Indemnity Association, a ex-seguradora do Titanic, mas eventualmente a questão foi resolvida. Foi recompensada com direitos de propriedade e resgate pelo Tribunal Distrital dos Estados Unidos para o Distrito Leste da Virgínia em 7 de junho de 1994
em uma decisão que declarou a empresa ser o "salvador em posse" do naufrágio.
O litígio continuou sobre os artefatos em anos recentes. Numa moção apresentada em 12 de fevereiro de 2004, a RMS Titanic Inc. solicitou que o tribunal distrital dos Estados Unidos entrasse com um pedido que lhe atribuísse o "título para todos os artefatos (incluindo porções do casco) que são objeto desta ação de acordo com a Lei que regem descobertas de naufrágios" ou, de maneira alternativa, um prêmio de resgate na quantidade de $225 milhões. A RMS Titanic Inc. excluiu da sua moção qualquer pedido de atribuição de título aos objetos recuperados em 1987, mas solicitou que o tribunal distrital declare que, com base na ação administrativa francesa, "Os artefatos criados durante a expedição de 1987 são independentemente de propriedade da RMST." Após uma audiência, o tribunal distrital emitiu um pedido datado de 2 de julho de 2004, em que se recusou a conceder cortesia ou reconhecer a decisão de 1993 do administrador francês e rejeitar a afirmação da RMS & Titanic Inc. de que deveria ser recompensado com os itens recuperados desde 1993 sob a Lei Marítima dos Achados.
A RMS Titanic Inc. apelou ao Tribunal de Apelações dos Estados Unidos para o Quarto Circuito. Em sua decisão de 31 de janeiro de 2006 o tribunal reconheceu "explicitamente a adequação da aplicação da lei de resgate marítimo a naufrágios históricos como o de" Titanic "e negou a aplicação da Lei Marítima dos Achados. O tribunal também decidiu que o tribunal distrital não tinha jurisdição sobre os "artefatos de 1987", e, portanto, deixou vaga a parte da decisão do tribunal de 2 de julho de 2004. Em outras palavras, de acordo com esta decisão, a RMS Titanic Inc. tem o título de propriedade dos objetos adjudicados na decisão francesa (avaliados anteriormente em $ 16,5 milhões) e continua a ser salvador em posse do naufrágio do Titanic. A Corte de Apelações reenviou o processo ao tribunal distrital para determinar o prêmio do resgate ($ 225 milhões pedidos pela RMS Titanic Inc.).
Em 24 de março de 2009, foi revelado que o destino de 5 900 artefatos retirados do naufrágio ficaria à cargo da decisão do juiz distrital dos EUA. A decisão foi posteriormente emitida em duas decisões em 12 de agosto de 2010 e 15 de agosto de 2011. Conforme anunciado em 2009, o juiz decidiu que a RMS Titanic Inc. possuía os artefatos e sua decisão lidava com o status do naufrágio, bem como estabelecendo um sistema de monitoramento para verificar a atividade futura no local do naufrágio. Em 12 de agosto de 2010, a Juíza Rebecca Beach Smith concedeu à RMS Titanic, Inc. valor justo de mercado para os artefatos, mas diferiu a decisão quanto a sua propriedade e as condições para sua preservação, possível disposição e exposição até que uma outra decisão possa ser alcançada. Em 15 de agosto de 2011, a Juíza Smith concedeu o título a milhares de artefatos do Titanic, que a RMS Titanic Inc. ainda não possuía devido à uma decisão judicial francesa sobre o primeiro grupo de artefatos recuperados, para a RMS Titanic Inc. sujeito a uma lista detalhada de condições de preservação e disposição dos itens. Os artefatos podem ser vendidos apenas para uma companhia que respeitasse a longa lista de condições e restrições. A RMS Titanic Inc. pode lucrar com os artefatos através da exibição deles.
A RMS Titanic Inc. tem tentado assegurar acesso físico exclusivo ao local do naufrágio. Em 1996, obteve um pedido judicial declarando que tinha "o direito exclusivo de tirar todos e quaisquer tipos de imagens fotográficas do naufrágio do "Titanic " e do local do naufrágio." Obteve outra ordem em 1998 contra a Deep Ocean Expeditions e Chris Haver, uma corporação das Ilhas Virgens Britânicas que visava operar viagens turísticas ao Titanic ao custo de $ 32 000 por pessoa (ela agora cobra $ 60 000). Isso foi derrubado em março de 1999 pela Corte de Apelações do Estados Unidos para o Quarto Circuito, que decidiu que a lei do resgate não se estendia à obtenção de direitos exclusivos para ver, visitar e fotografar um naufrágio. O tribunal apontou que "Titanic" está "localizado em um lugar público" em águas internacionais, em vez de num local privado ou controlável ao qual o acesso pode ser restringido pelo proprietário. Conceder esse direito também criaria um incentivo perverso; uma vez que o objetivo do resgate é realizar uma operação de resgate, deixar a propriedade no lugar para que possa ser fotografado seria contrário a esse objetivo.

### Questões sobre a conservação

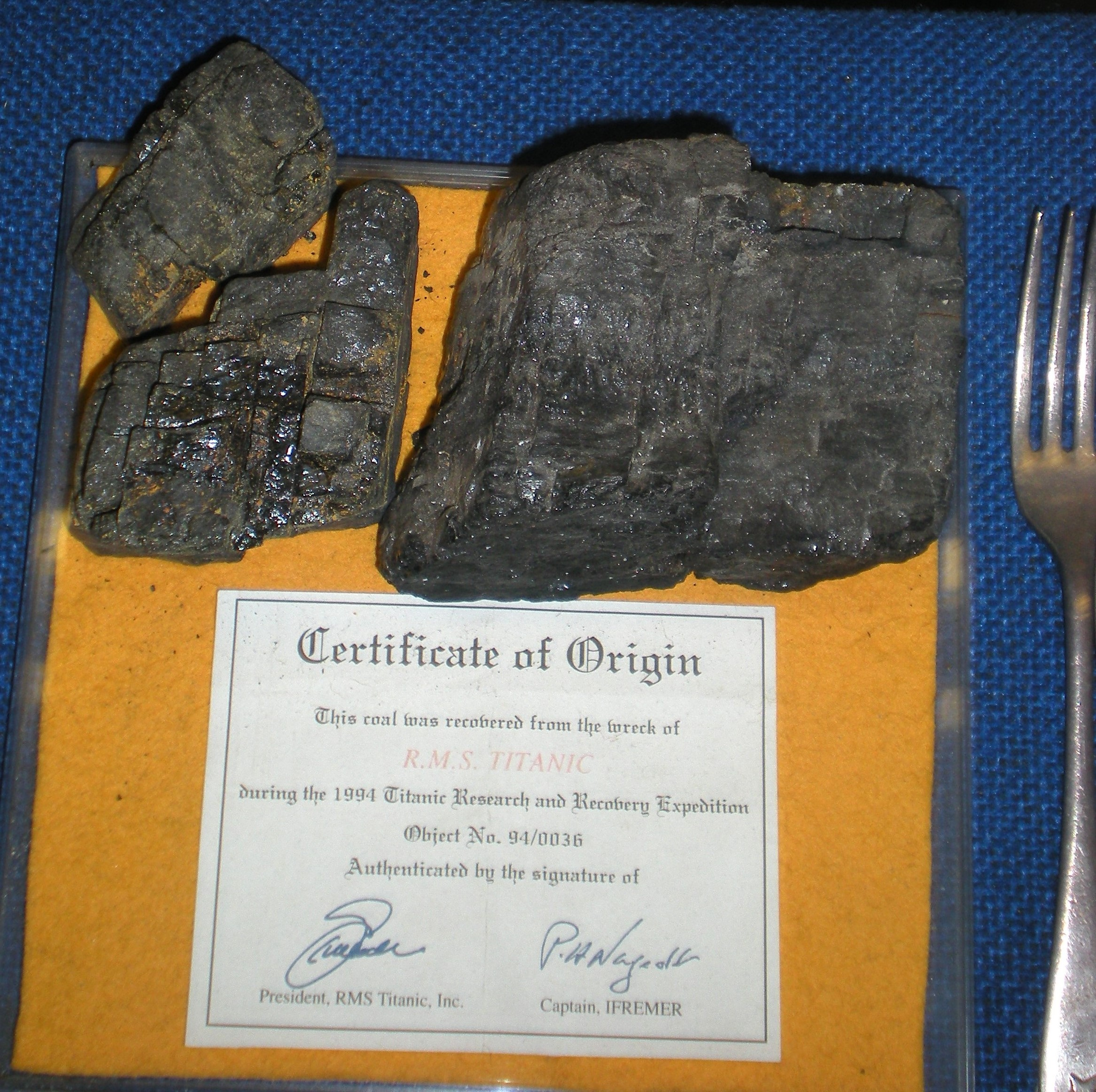
Um dos pedaços de carvão recuperado do Titanic e vendido de maneira controversa pela RMS Titanic Inc.

A RMS Titanic Inc. atraiu uma controvérsia considerável pela sua abordagem ao Titanic. Dois grupos rivais se formaram após a descoberta do naufrágio: os "conservacionistas", defendidos por George Tulloch da RMS Titanic Inc. (que morreu em 2004), e os "protecionistas", cujo mais proeminente defensor é Robert Ballard. O primeiro grupo argumentou que artefatos em torno do naufrágio devem ser recuperados e conservados, enquanto o último grupo argumenta que todo o local do naufrágio deveria ser deixado inalterado como um grande túmulo. Ambos grupos concordam que o próprio naufrágio não deveria ser recuperado – embora a RMS Titanic Inc. não tenha aderido à política proclamada "não-toque" quando conseguiu demoliu o cesto da gávea do Titanic no decorrer da recuperação do sino. Sua predecessora, a Titanic Ventures, concordou com a IFREMER que não venderia nenhum dos artefatos mas os colocaria em exposição pública, pela qual poderia cobra uma taxa de entrada.
A abordagem de Tulloch, sem dúvida, resultou em resultados que não teriam sido possíveis de outra forma. Em 1991, ele presenteou Edith Brown Haisman, uma sobrevivente do desastre com 96 anos de idade, com o relógio de bolso de seu pai que tinha sido recuperado do leito marinho. Ela o viu pela última vez em 15 de abril de 1912 quando ele se despediu de sua esposa e filha quando partiram a bordo do bote salva-vidas 14. Eles nunca mais o viram e presumidamente afundou com o navio. O relógio foi emprestado a Haisman "por toda a vida"; quando ela morreu quatro anos depois, foi reivindicado pela RMS Titanic Inc. Em outra ocasião, um baú do navio-vapor foi localizado no campo de detritos e continha três instrumentos musicais, um baralho de cartas, um diário pertencente a um Howard Irwin e um pacote de cartas de sua namorada Pearl Shuttle. Primeiro pensou-se que Irwin, músico e jogador profissional, embarcou no navio sob uma identidade falsa. Não havia registro dele estar entre os passageiros, embora um bilhete tenha sido comprado por ele. Descobriu-se que ele tinha ficado em terra, mas seu baú foi trazido a bordo do navio por seu amigo Henry Sutehall, que estava entre as vítimas do desastre. Os frágeis conteúdos do baú foram preservados devido ao fato de o interior do baú estar sem oxigênio, o que impediu que as bactérias consumissem o papel. Muito poucos outros naufrágios produziram papeis legíveis.
Por outro lado, a abordagem pesadamente comercial da RMS Titanic Inc. causou repetidas controvérsias e muitos argumentaram que resgatar o "Titanic" é um ato inerentemente desrespeitoso. O site do naufrágio foi chamado de "túmulo e relicário", uma "lápide para as 1.500 pessoas que morreram" e "terreno sagrado". Os historiadores do Titanic John Eaton e Charles Haas argumentam que os resgatadores são pouco mais do que "saqueadores e especialistas em resgate de poltronas" e outros os caracterizaram como "ladrões de túmulos". O programa de TV Return to Titanic... Live! em 1987 foi amplamente condenado como um "circo", embora os líderes científicos e financeiros da expedição de 1987 não tivessem controle sobre o show. Em um episódio particularmente controverso, a RMS Titanic Inc. vendeu por volta de 80 000 pedaços de carvão recuperados do campo de detritos a fim de financiar ditos US$ 17 milhões para custear o içamento do gigantesco fragmento do casco chamado "Big Piece". A empresa tentou contornar o acordo de "não venda" com a IFREMER ao cobrar dos novos proprietários uma "taxa" de US$ 25 para atuar como "conservacionistas", alegando que os pedaços de carvão na verdade não haviam sido vendidos. Isto atraiu fortes críticas de ambos os lados. No entanto, em 1999, Tulloch foi expulso do grupo de acionistas da empresa e foi substituído por Arnie Geller, que prometeu uma abordagem mais agressiva para lucrar. A empresa declarou que tinha "absoluto direito" de vender ouro, moedas e cédulas recuperados. A empresa Foi impedida de fazer isso por uma ordem judicial nos Estados Unidos e a IFREMER retirou sua cooperação e seus submersíveis, ameaçando uma ação judicial.

## Exibições dos artefatos doTitanic

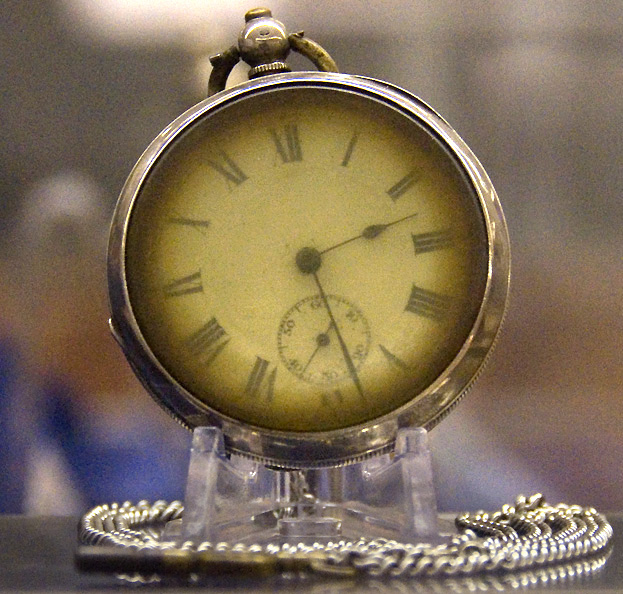
Relógio de bolso recuperado de uma vítima desconhecida do desastre. Parou de funcionar às 02h28, poucos minutos depois de seu dono cair na água

Objetos do Titanic tem sido exibidos por muitos anos, embora apenas alguns foram recuperados antes da descoberta do naufrágio em 1985. O Museu Marítimo do Atlântico em Halifax, Nova Escócia tem uma coleção de fragmentos de madeira e uma espreguiçadeira intacta retirada do mar pelos navios de busca canadenses que recuperaram os corpos das vítimas. Vários outros museus, incluindo o Museu Marítimo Nacional em Greenwich e o SeaCity Museum em Southampton, possuem objetos doados pelos sobreviventes e parentes das vítimas, incluindo alguns itens que foram retirados dos corpos das vítimas. Mais artefatos doados vindos do Titanic são encontrados no Merseyside Maritime Museum em Liverpool e o museu do Titanic Historical Society em Springfield, Massachusetts. A coleção deste último museu inclui itens como o colete salva-vidas de Madeleine Astor, a esposa do milionário e vítima do Titanic John Jacob Astor IV, um rebite que foi removido do casco antes que o "Titanic" fosse ao mar, Um aviso de gelo que nunca chegou na ponte, um menu de restaurante e uma amostra do tapete de uma cabine de Primeira Classe.
A RMS Titanic Inc. organiza grandes exibições ao redor do mundo de artefatos recuperados do naufrágio. Após exibições de menor porte em Paris e Escandinávia, a primeira grande exibição de objetos recuperados aconteceu no Museu Marítimo Nacional em 1994–95. Foi extremamente popular, atraindo uma média de 21 mil visitantes por semana durante a exposição de um ano. Desde então, a RMS Titanic Inc. estabeleceu uma exposição permanente em grande escala de artefatos do Titanic no hotel e cassino Luxor em Las Vegas, Nevada. A exposição de 2 300 m2 é o local do "Big Piece", vindo do casco e recuperado em 1998 e possui itens conservados, incluindo bagagens, apitos do Titanic, azulejos e uma garrafa de champanhe não aberta. A exposição inclui uma réplica em grande escala da Grande Escadaria do navio e parte do Promenade Deck, e até mesmo uma maquete do iceberg. Também possui uma exposição itinerante intitulada Titanic: The Artifact Exhibition, que foi aberta em várias cidades ao redor do mundo e foi vista por mais de 20 milhões de pessoas. A exposição normalmente acontece de seis a nove meses com uma combinação de artefatos, reconstruções e exibições do navio, seus passageiros e tripulação e o próprio desastre. De forma semelhante ao Museu Memorial do Holocausto dos Estados Unidos em Washington, D.C., os visitantes recebem um "cartão de embarque" com o nome individual de um passageiro no início da exposição. Eles não descobrem o destino do passageiro designado até o final da visita.